# ازدواج مقدس (فیلم ۱۹۹۴)
ازدواج مقدس (به انگلیسی: Holy Matrimony) یک فیلم کمدی، محصول سال ۱۹۹۴ و به کارگردانی لئونارد نیموی است. در این فیلم بازیگرانی همچون پاتریشا آرکت، جوزف گوردون لویت، تیت داناوان، آرمین مولر-اشتال، جان اسچاک، لوئیس اسمیت، کورتنی بی. ونس، جفری نردلینگ، ریچارد ریلی، مری پت گلیسون و لوری آلن ایفای نقش کرده‌اند.

## خلاصه ماجرا
دختر جوانی که در یک شهربازی کار می‌کند به کمک دوست پسرش، به طرز بامزه ای محتوای صندوق پول را می دزد. این زوج جوان با هم به کانادا گریخته و در روستای زادگاه پسر که یک اجتماع سنتی و خودمختار مسیحی است، اقامت می‌کنند. تفاوت‌های فرهنگی دختر و جامعه سنتی، مشکلات بامزه ای ایجاد می‌کند…